# Promotor Wiary
Promotor Wiary (łac. promotor fidei), promotor sprawiedliwości – urzędnik występujący podczas procesu kanonizacyjnego i beatyfikacyjnego, potocznie określany mianem adwokata diabła (łac. advocatus diaboli).
Jego zadaniem jest doszukiwanie się przyczyn, dla których kandydat na błogosławionego lub świętego nie zasługuje na ten zaszczyt. Ma to na celu upewnienie sądu kanonizacyjnego co do zalet kandydata, a także wyjaśnienie odpowiednio wcześnie wszelkich mogących pojawić się wątpliwości. Urząd ten istniał od 1587 roku, gdy wprowadził go papież Sykstus V do 1983, gdy papież Jan Paweł II zastąpił go urzędem „promotora sprawiedliwości”, który czuwa nad zachowaniem norm prawnych podczas procesu, przygotowuje pytania dla świadków oraz powołuje biegłych, a w razie stwierdzenia poważnych nieprawidłowości może przerwać proces beatyfikacyjny. Ma za zadanie weryfikowanie wszystkich negatywnych informacji na temat wyniesienia kandydata na ołtarze, może żądać uzupełnienia akt po przeprowadzeniu procesu diecezjalnego.
Potocznie adwokatem diabła nazywa się osobę, która będąc zwolennikiem danej sprawy, staje przeciwko niej, by poprzez kontrargumenty dowieść jej słuszności lub pogłębić merytorykę debaty.